# Christian Schaft

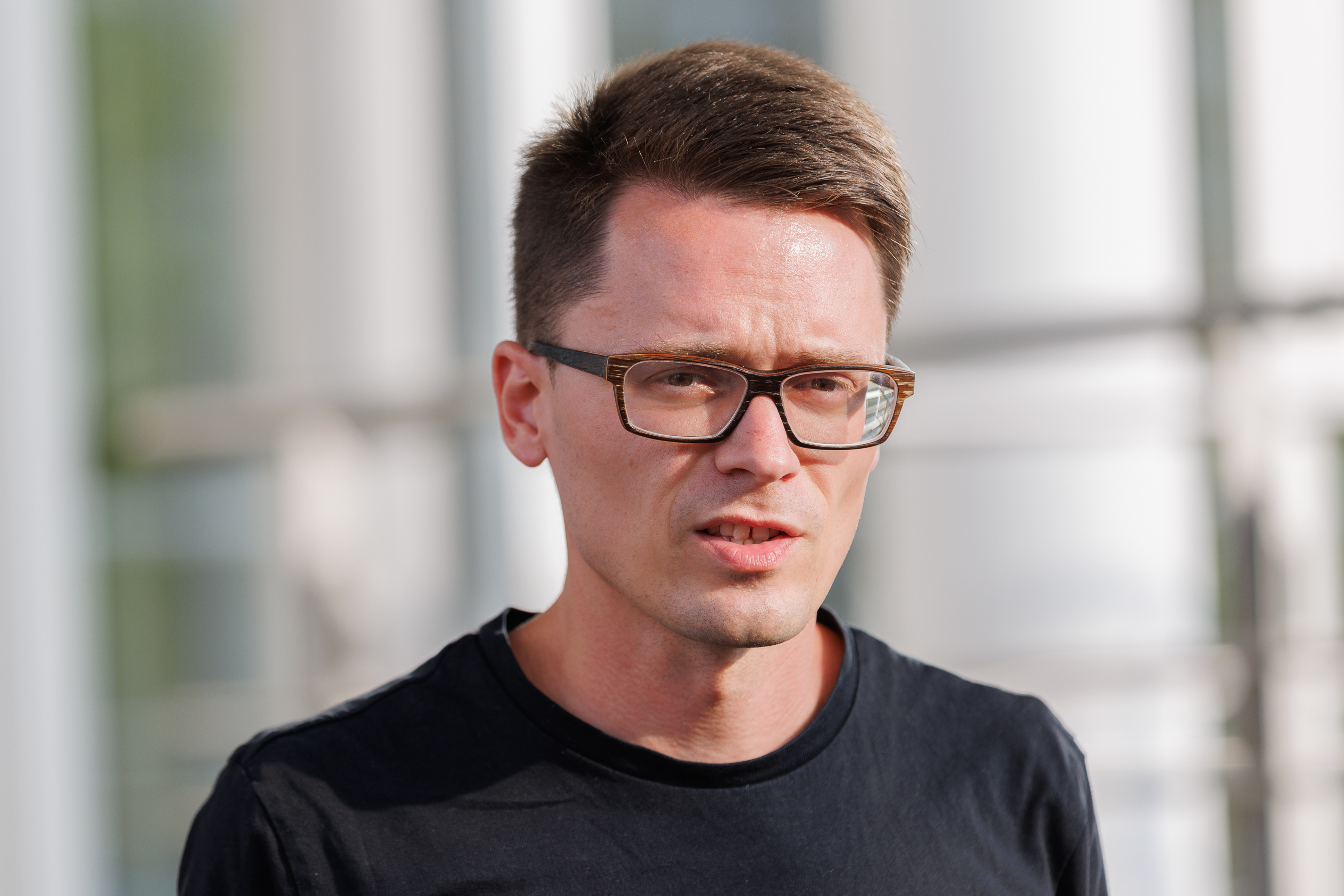
Christian Schaft (2024)

Christian Schaft (* 7. April 1991 in Bad Salzungen) ist ein deutscher Politiker (Die Linke). Er ist seit 2014 Mitglied im Thüringer Landtag, seit 2024 als Vorsitzender der Linksfraktion. Von 2021 bis 2025 war er Landesvorsitzender von Die Linke Thüringen.

## Leben
Christian Schaft besuchte das Gymnasium zunächst bis 2007 in Bad Liebenstein und anschließend in Bad Salzungen (Staatliches Dr.-Sulzberger-Gymnasium Bad Salzungen), wo er 2009 die Abiturprüfung ablegte. Er schloss an der Universität Erfurt ein Studium der Kommunikations- und Staatswissenschaften an, das er 2012 als Bachelor abschloss. Das Masterstudium der Kommunikationswissenschaften schloss er im September 2014 ebenfalls an der Erfurter Universität erfolgreich als Master of Arts ab. Thema Schafts Masterarbeit war: Die politische (Ohn-)Macht von Protestbewegungen im neoliberalen System: Eine kritische Diskursanalyse der deutschen Bildungsproteste 2009/10.
Seit Februar 2020 betreibt Schaft sein Offenes Jugend- und Wahlkreisbüro ZinXX in Ilmenau, welches nach dem antifaschistischen Widerstandskämpfer Karl Zink benannt wurde.

## Politik
Schaft gehört der Partei Die Linke seit 2007 an. Von 2010 bis 2014 hatte er ein Mandat im Gemeinderat von Barchfeld-Immelborn inne. Bei der Landtagswahl in Thüringen 2014 zog er über die Landesliste seiner Partei in den Landtag ein. In der Fraktion ist Schaft wissenschafts- und hochschulpolitischer Sprecher. Von 2016 bis 2021 war er Mitglied des Parteivorstandes der Partei Die Linke. Im Oktober 2019 wurde er wieder über die Landesliste in den Thüringer Landtag gewählt. Er kandidierte bei dieser Wahl außerdem auch als Direktkandidat im Wahlkreis Ilm-Kreis I. 2024 wurde er erneut über die Landesliste in den Landtag gewählt. Daraufhin wurde er im September 2024 zum Fraktionsvorsitzenden der Linken im Landtag gewählt.
Schaft war von November 2021 bis Juni 2025 gemeinsam mit Ulrike Grosse-Röthig Thüringer Landesvorsitzender seiner Partei.

## Mitgliedschaften
Christian Schaft war Sprecher der Konferenz Thüringer Studierendenschaften. Er ist Beisitzer im Vorstand des Flüchtlingsrates Thüringen e. V. und Mitglied im Kuratorium der Stiftung für Technologie, Innovation und Forschung Thüringen (STIFT). Außerdem ist er Mitglied im Beirat der Erfurt School of Education (ESE).

## Veröffentlichungen
- Gohlke, Nicole und Schaft, Christian (2016). Völkisch, reaktionär und elitär: Ein Blick auf das Hochschul- und Wissenschaftsprogramm der AfD, in: BdWi Forum Wissenschaft (Hg.): Sieg der Unvernunft? Analyse und Kritik der „Exzellenzstrategie“, Ausgabe 3/2016.
- Miriam Aced, Tamer Düzyol, Arif Rüzgar und Christian Schaft (Hg.) (2014). Migration, Asyl und (Post-)Migrantische Lebenswelten in Deutschland: Bestandsaufnahme und Perspektiven migrationspolitischer Praktiken, LIT Verlag: Berlin.
- Benjamin-Immanuel Hoff und Christian Schaft (2014). Campus Thüringen – Perspektive durch Kooperation, im Auftrag der Fraktion DIE LINKE. im Thüringer Landtag (online).
- Christian Schaft (2014). Politische Kämpfe der Kommunistischen Partei Deutschlands in Erfurt 1929 bis 1933, in: Stadt und Geschichte – Zeitschrift für Erfurt, Jg. 14, Nr. 1.
- Steffen Dittes, Katharina König, Martina Renner, Christian Schaft, Steffen Trostorff und Paul Wellsow (2013). Was war der NSU? Thesen zum rechten Terror und dem systembedingten „Versagen“ der Behörden, in: Bodo Ramelow (Hg.) Schreddern, Spitzeln, Staatsversagen: Wie rechter Terror, Behördenkumpanei und Rassismus aus der Mitte zusammengehen, VSA Verlag: Hamburg.
- Christian Schaft (2013). Wenn Menschen zu Dönern werden: Wie Stereotype in der journalistischen Berichterstattung verankert sind, in: Bodo Ramelow (Hg.) Schreddern, Spitzeln, Staatsversagen: Wie rechter Terror, Behördenkumpanei und Rassismus aus der Mitte zusammengehen, VSA Verlag: Hamburg.
- Elisabeth Addicks, Alina Beck, Anja Reith, Alina Sauer, Christian Schaft und Christiane Scharf (2012). Stereotype Berichterstattung über ethnische Gruppen in deutschen Tageszeitungen, FES Thüringen: Erfurt.